# Curt Bois
Curt Bois, född 5 april 1901 i Berlin i dåvarande Kejsardömet Tyskland, död 25 december 1991 i Berlin, var en tysk skådespelare. 
Bois filmdebuterade 1907 och spelade sin sista filmroll 1987, vilket innebär att hans filmkarriär sträcker sig över 80 år. Bois är tillsammans med fransmannen Charles Vanel de enda som uppnått detta.

## Filmografi i urval
- 1919 – Ostronprinsessan
- 1928 – Hans Kungl. Höghet shinglar
- 1938 – Den mystiske doktor Clitterhouse
- 1938 – Den stora valsen
- 1939 – Ringaren i Notre Dame
- 1940 – Glädjestaden
- 1941 – Natten är så kort...
- 1942 – Casablanca
- 1943 – Gift dej med mej
- 1944 – Omslagsflickan
- 1945 – Under blodröda segel
- 1945 – Högt spel i Saratoga
- 1948 – Triumfbågen
- 1948 – The Woman in White
- 1949 – Fångad
- 1949 – Allt eller intet
- 1950 – Kapten Blods hämnd
- 1986 – Kir Royal
- 1987 – Himmel över Berlin